# Adenosine Trifosfaat Preparaat
Adenosine Trifosfaat Preparaat (ook wel afgekort naar ATP) is het derde studioalbum van de Belgische punkband Belgian Asociality.

## Geschiedenis
Het album werd geproduceerd door Wouter Van Belle. Drie nummers van het album verschenen als single, namelijk "Kriep kriep", "Morregen" en "De gefrustreerde automobilist".

## Tracklist
1. Morregen
2. ATP
3. De gefrustreerde automobilist
4. Ei ei ei
5. Em is duud
6. Veeteeltmaatschappij
7. Ehba
8. Van mijn erf
9. Kriep kriep
10. This body
11. Moeitoenie
12. Do the blues
13. Eurogongshow
14. Interludium
15. Rapattack
16. Echte mannen
17. De jas van Piet
18. Storend gedrag
19. Ba houseparty
20. Smelly Nellie
21. Wartje

## Meewerkende artiesten

### Band
- Chris Ruffo - drums
- Mark Vosté - zang
- Patrick Van Looy - gitaar
- Tom Lumbeeck - basgitaar

### Producers
- Wouter Van Belle
- Jan De Rijck